# Trollsjön (Vilhelmina socken, Lappland)
Trollsjön är en sjö i Vilhelmina kommun i Lappland och ingår i Ångermanälvens huvudavrinningsområde. Sjön har en area på 0,11 kvadratkilometer och ligger 362,1 meter över havet.

## Delavrinningsområde
Trollsjön ingår i det delavrinningsområde (718121-153537) som SMHI kallar för Utloppet av Nästansjön. Medelhöjden är 371 meter över havet och ytan är 34,71 kvadratkilometer. Räknas de 25 avrinningsområdena uppströms in blir den ackumulerade arean 422,34 kvadratkilometer. Nästansjöån som avvattnar avrinningsområdet har biflödesordning 2, vilket innebär att vattnet flödar genom totalt 2 vattendrag innan det når havet efter 281 kilometer. Avrinningsområdet består mestadels av skog (29 procent) och sankmarker (34 procent). Avrinningsområdet har 11,01 kvadratkilometer vattenytor vilket ger det en sjöprocent på 31,7 procent.